# Srebreniški genocid
Srebreniški genocid je bil poboj več kot 8000 muslimanskih dečkov in mož, ki so ga julija 1995 v okolici Srebrenice izvedli bosanski Srbi, pod vodstvom generala Ratka Mladića in takratnega predsednika Republike Srbske Radovana Karadžića. Poboj se je v evropsko zgodovino zapisal kot najhujši po drugi svetovni vojni. Mladić in drugi častniki iz vrst bosanskih Srbov so bili obtoženi za vojne zločine in genocid pred sodiščem v Haagu. Večina osumljencev je še na prostosti.
Srebrenica je leta 1993 med vojno v Bosni postala »varno območje« pod zaščito Združenih narodov, ki ga je »varovalo« 600 pripadnikov nizozemskih vojakov misije UNPROFOR-ja. Na področju je bilo kljub sporazumu še nekaj oboroženih sil Bošnjakov, vodil jih je Naser Orić.
7. julija 1995 so bosanski Srbi pod vodstvom Mladiča zavzeli Srebrenico. Nizozemski mirovniki so zahtevali zračne napade, vendar jih ni bilo. Muslimanski vojaki in civilisti so skušali zapustiti Srebrenico in se prebiti do področij pod nadzorom Bošnjakov. Vseh naj bi bilo okrog 12.500. Ko so poskušali ubežati, so Srbi odprli topniški ogenj. Stotine so bile ubite v zasedah, nekateri pa so bili sistematično pobiti in zakopani. Od 12.500 mož, ki so poskušali ubežati, jih je le 5000 prispelo na varno.
Zaradi narave dogodkov in protislovnega poročanja obeh strani je natančno število žrtev neznano. Srbska stran je zavračala kakršnokoli odgovornost za pokol in šele junija 2004 je uradno priznala odgovornost za načrtovanje in izvedbo pokola.
2. junija 2005 se je na sojenju Slobodanu Miloševiću pojavil posnetek, ki je prikazoval srbske vojake in njihov poboj šestih mlajših moških. Kmalu zatem so srbske oblasti aretirale nekaj vojakov s posnetka.
Ob desetletnici poboja so v spominskem centru Potočari pokopali več kot 600 posmrtnih ostankov žrtev iz množičnih grobišč po vsej državi. Gre za moške in fante, ki so jih že uspeli identificirati. V omenjenem spominskem centru so od odprtja leta 2003 do danes pokopali 1300 identificiranih trupel žrtev iz Srebrenice.
Leta 2002 so nizozemske oblasti objavile poročilo o vlogi nizozemskih modrih čelad pri pokolu, kar je povzročilo odstop nizozemske vlade in razpis predčasnih volitev.
Julija 2019 je nizozemsko vrhovno sodišče razsodilo, da je država Nizozemska delno odgovorna za poboje 350 Bošnjakov, saj da so imeli nizozemski vojaki 10 odstotno možnost preprečitve genocida.
23. maja 2024 je Generalna skupščina Združenih narodov sprejela resolucijo o genocidu v Srebrenici, ki so jo predlagali Ruanda, Nemčija in Bosna in Hercegovina. Resolucija obsoja vsakršno zanikanje genocida v Srebrenici in državam članicam ZN nalaga vsakoletno obeleževanje obletnice genocida v Srebrenici, s ciljem preprečevanja tovrstnih zločinov.